# Boudry
Boudry és un municipi suís del cantó de Neuchâtel, cap del districte de Boudry. Limita al nord amb les comunes de Bôle i Rochefort, al nord-est amb Colombier, a l'est amb Neuchâtel, Chevroux (VD), Delley-Portalban (FR) i Gletterens (FR), al sud amb Cortaillod i Bevaix, al sud-oest amb Gorgier, i a l'oest amb Val-de-Travers i Brot-Dessous.

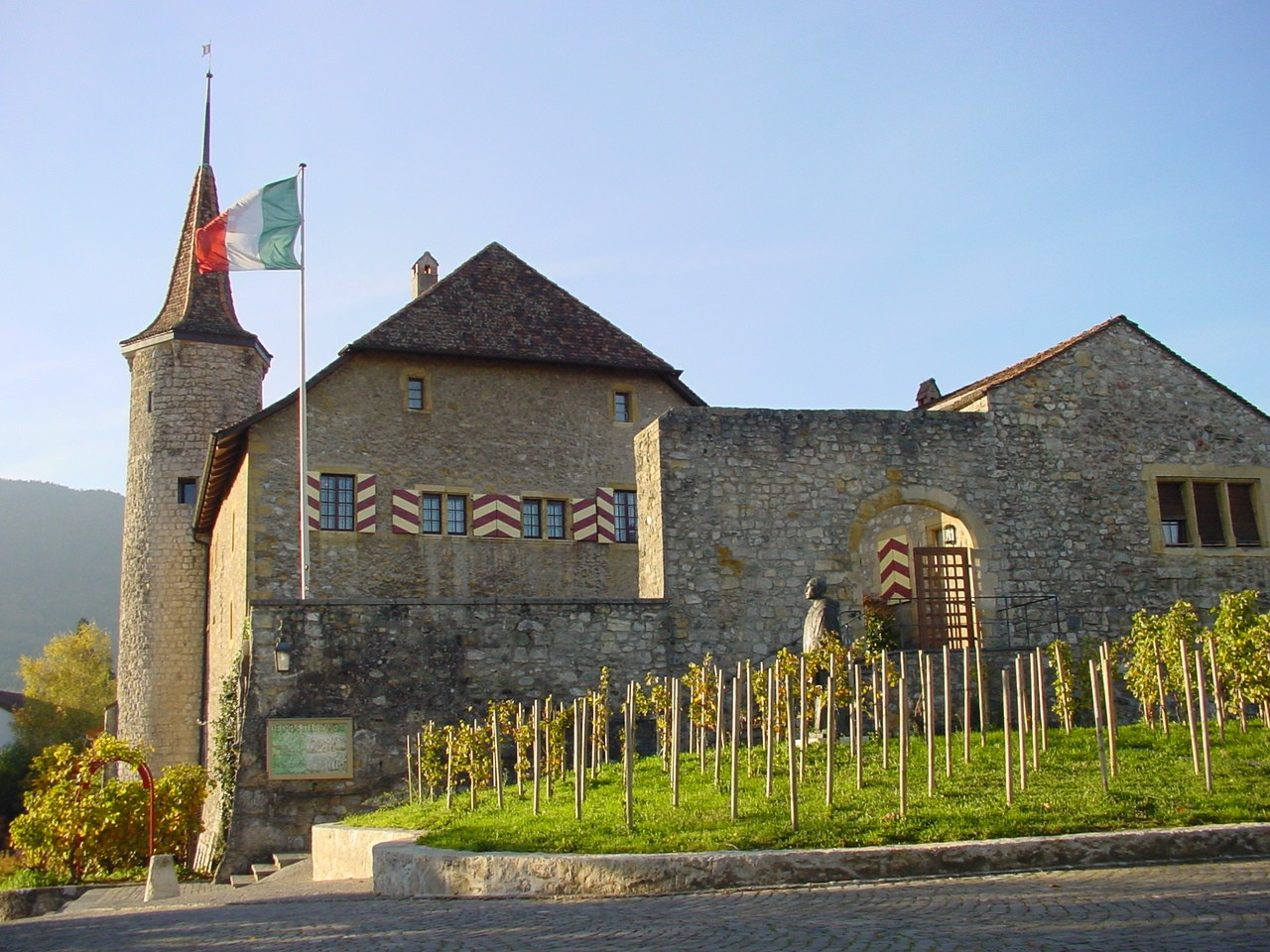
El castell i les vinyes

## Personatges il·lustres
- Philippe Suchard (1797 - 1884), mestre xocolater i empresari suís.
- Jean-Paul Marat (1743 - 1793), revolucionari francès.